# Grande Selo do Reino Unido

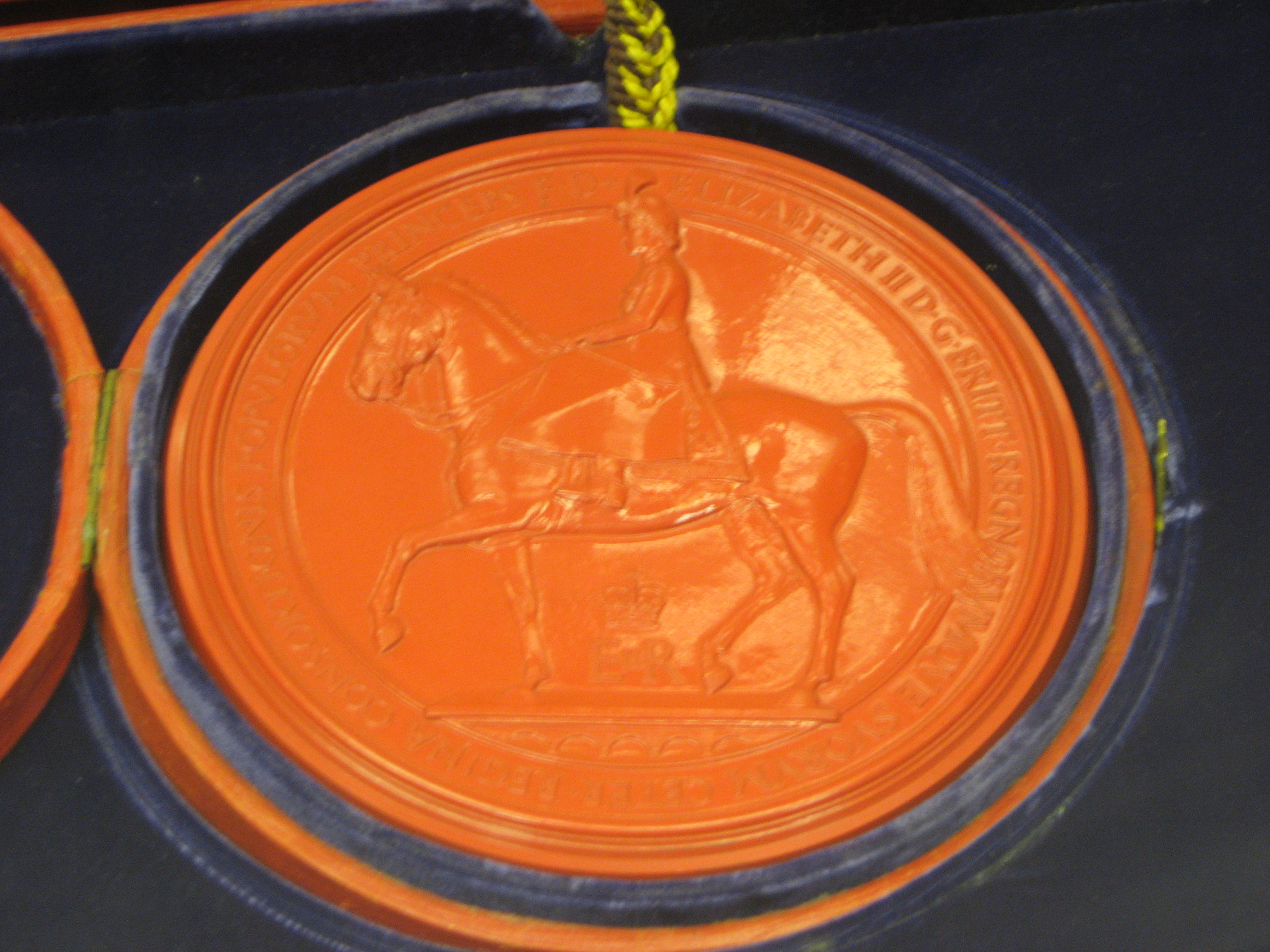
Uma impressão em cera do Grande Selo do Reino (1953)

O Grande Selo do Reino ou Grande Selo do Reino Unido (conhecido antes do Tratado de União de 1707 como o Grande Selo da Inglaterra; e a partir de então até a União de 1801 como o Grande Selo da Grã-Bretanha) é um selo que é usado para simbolizar a aprovação do Soberano de documentos de estado.
A Escócia tem seu próprio grande selo desde o século XIV. Os Atos de União de 1707, unindo os reinos da Escócia e da Inglaterra, previam o uso de um único Grande Selo para o novo Reino da Grã-Bretanha. No entanto, também previa o uso contínuo de um selo escocês separado para ser usado lá, e este selo continua a ser chamado de Grande Selo da Escócia, embora não seja tecnicamente um. Um novo selo galês foi introduzido em 2011.
A cera de lacre é derretida em um molde ou matriz de metal e impressa em uma figura de cera que é presa por cordão ou fita aos documentos que o Monarca deseja selar oficialmente.
O detentor formal do selo é o Lord Chancellor da Grã-Bretanha.

## História
Em algum momento antes do ano 1066, Eduardo, o Confessor, começou a usar um "Grande Selo", que criou uma moldagem em cera de seu próprio rosto, para significar que um documento tinha a força de sua vontade. Com algumas exceções, cada monarca subsequente até 1603, quando o rei da Escócia sucedeu ao trono da Inglaterra, escolheu seu próprio projeto para o Grande Selo.
Acredita-se que Levina Teerlinc tenha desenhado o selo da Rainha Maria I, e também o selo mais antigo usado por sua sucessora Elizabeth I, na década de 1540.
Ao abrir o Parlamento em 3 de setembro de 1654, o Lorde Protetor Oliver Cromwell foi escoltado pelos três "Comissários do Grande Selo da Comunidade da Inglaterra", que eram Whitelock, Lisle e Widdrington. Este selo foi inscrito com 'O Grande Selo da Inglaterra, 1648', exibindo um mapa da Inglaterra, Irlanda, Jersey e Guernsey de um lado, com as Armas da Inglaterra e Irlanda. Do outro lado, foi mostrado o interior da Câmara dos Comuns, o porta-voz em sua cadeira, com a inscrição: 'No primeiro ano da Liberdade, pela bênção de Deus restaurada, 1648.' Em 1655, Cromwell nomeou três Comissários do Grande Selo da Irlanda, Richard Pepys, Chefe de Justiça do Banco Superior, Sir Gerard Lowther, Chefe de Justiça do Banco Comum; Chefe Barão do Tesouro. Mas eles mantiveram o selo apenas até 1656, quando Cromwell nomeou William Steele, Barão Chefe do Tribunal do Tesouro da Inglaterra, Lorde Chanceler da Irlanda.

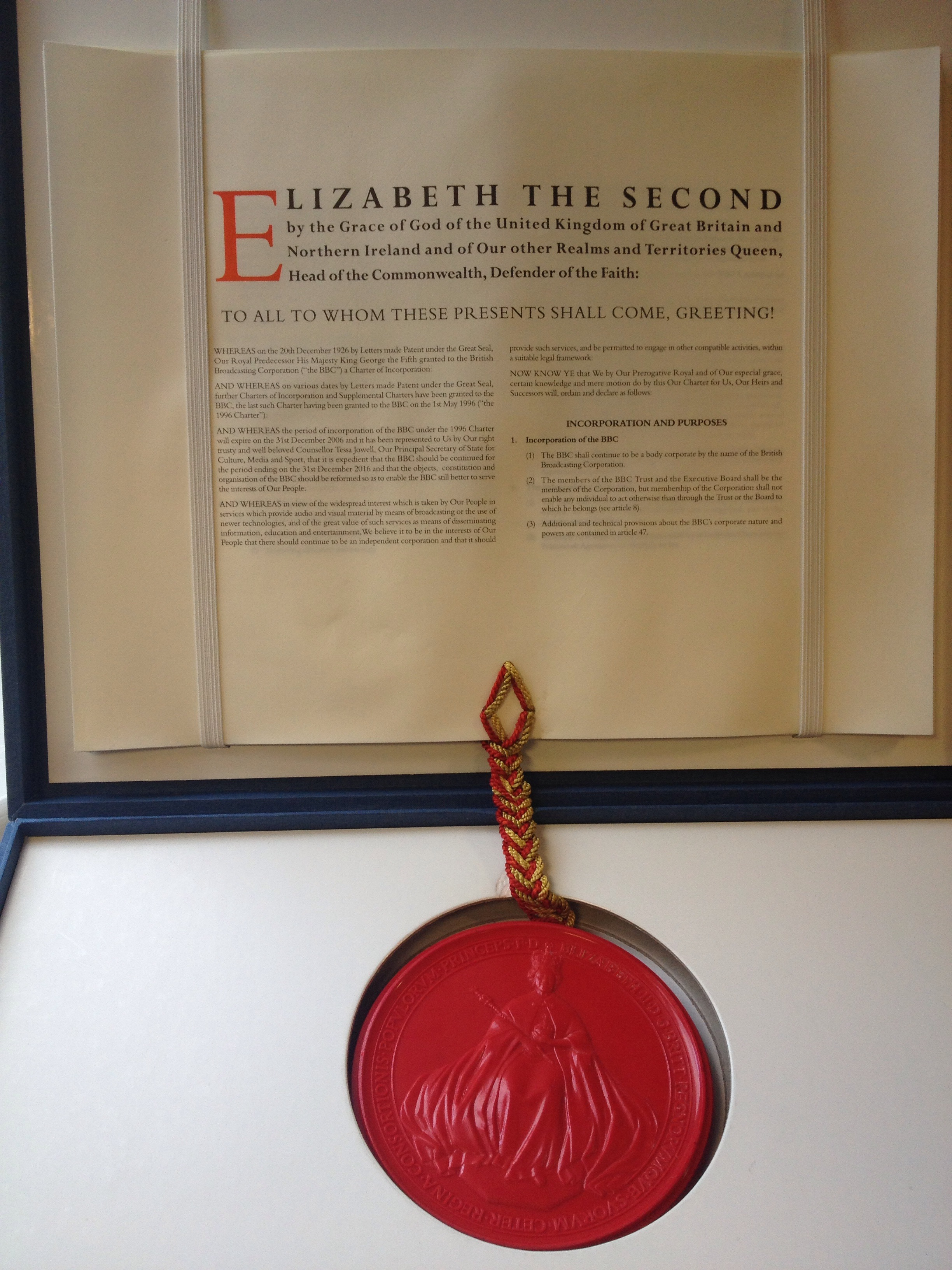
O Grande Selo anexado à Carta da BBC

Em 1688, ao tentar fugir para a França, Jaime II destruiu seu Grande Selo, aparentemente jogando-o no rio Tâmisa, na esperança de que a máquina do governo deixasse de funcionar. Os sucessores de James, William III e Mary II, usaram a mesma matriz de selo em seu novo Grande Selo. Esta pode ter sido uma escolha deliberada, a fim de implicar a continuidade do governo. Um novo anverso foi criado, mas o reverso foi grosseiramente adaptado pela inserção de uma figura feminina ao lado da figura masculina. Quando Mary morreu, o anverso voltou ao desenho usado por James II, enquanto a figura feminina foi excluída do reverso. Assim, William III usou um selo idêntico ao de James II, exceto por alterações nas letras e no brasão.
Edward VIII, que abdicou para se casar com Wallis Simpson apenas alguns meses depois de ter sucesso ao trono, não selecionou um projeto para seu próprio selo e continuou a usar o de seu antecessor, George V. Existe apenas uma matriz do Grande Selo por vez, e como a cera usada para o Grande Selo tem um alto ponto de fusão, as placas de prata que formam o selo eventualmente se desgastam. Os monarcas britânicos de vida mais longa tiveram vários Grandes Selos durante seus reinados, e a Rainha Vitória teve que selecionar quatro desenhos diferentes de Grandes Selos durante seus sessenta e três anos no trono.
A matriz de selo atual foi autorizada pelo Conselho Privado em julho de 2001. Foi projetada por James Butler e substituiu a de 1953, projetada por Gilbert Ledward. O anverso mostra uma Elizabeth II de meia-idade entronizada e vestida, segurando na mão direita um cetro e na esquerda o orbe. A circunscrição "ELIZABETH. II. D. G. BRITT. REGNORVMQVE. SVORVM. CETER. REGINA. CONSORTIONIS. POPVLORVM. PRINCEPS. F. D." é a forma latina abreviada do título real. No reverso estão as armas reais completas, incluindo crista, manto e suportes. Esta é a primeira vez que as armas reais fornecem o desenho principal de um lado do Grande Selo Inglês ou Britânico. O reverso da versão de 1953 representava a Rainha a cavalo, vestida de uniforme e montada na sela, já que costumava participar da cerimônia anual Trooping the Color por muitos anos até o final dos anos 1980. O diâmetro do selo é de 6 polegadas (150 mm) e o peso combinado de ambos os lados da matriz do selo excede 275 onças troy (302 onças; 8 600 g).